# Collett (släkt)

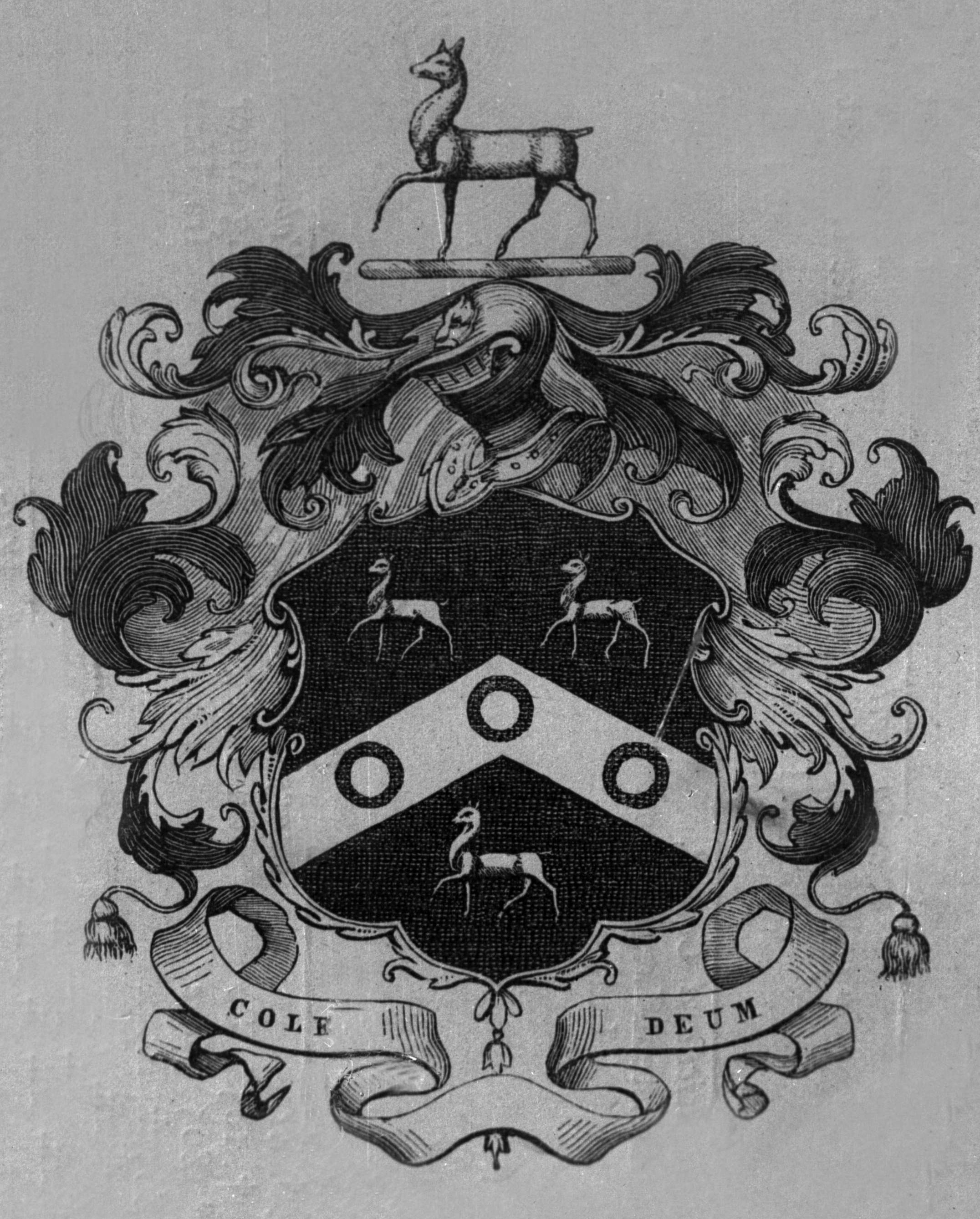
Släkten Colletts vapen, i äldre, engelsk stil

Collett är en norsk släkt, med grenar i Danmark och Sverige.
Collett är ursprungligen en brittisk släkt. Den norska släkten Collett grundades i Norge med köpmannen James Collett, som blev borgare i Kristiania 1703, efter att ha vistats där sedan 1683.
I England har släkten funnits sedan åtminstone 1300-talet, och är eventuellt av normandiskt ursprung. 
Den norska släkten Colett har förgreningar i Sverige och Danmark. I Danmark stavar familjemedlemmar sedan 1800-talet namnet Collet. Medlemmar av släkten innehar ett flertal stora egendomar i Norge, till exempel Buskerud hovedgård, Store Ullevål gård, Flateby gård och Økern gård. Den danska grenen äger godsen Lundbygård på Själland och Katholm i Jylland.

## Medlemmar i släkten i urval
- James Collett (1655–1727), köpman
  - James Collett (1687–1724), köpman
    - Mathias Collett (1708–59), landshövding i Norge

  - Peter Collett (1694–1740), köpman
    - Ditlevine Feddersen (1727–1803), författare, gift med Nicolai Feddersen
    - James Collett (1728–1794), köpman, gift med Karen Leuch (1733–1794) 
      - John Collett (1758–1810), affärsman

    - Peter Collett (1729–63), kansliråd
    - Johan Collett (1734–1806), kammerråd, gift med Else Jensen
      - Peter Collett (1767–1823), tryckfrihetsförespråkare
      - Jonas Collett (1772–1851), statsråd 
        - Johan Collett (1800–1877), jurist, gift med Marie Thomason
          - Frederik Collett (1839–1914), målare

        - Martine Christine Sophie Collett (1805–1889)
        - Elisabeth Collett (1806–1883), gift med släktingen Christian Boeck

      - Johan Collett (1775–1827), jurist och politiker
        - Tom Johan Collett (1804–1835), gift med kusinen Martine Christine Collett (1805–1889)
          - Johanne Collett (1833–1906), gift med Jens P. Vogt
            - Nils Collett Vogt (1864–1937), dikter

        - Peter Jonas Collett (1813–51), professor, gift med Camilla Collett
          - Robert Collett (1842–1913), zoolog
          - Alf Collett (1844–1919), genealog

    - Peter Collett (1740–86), godsägare
      - Peter Collett (1766–1836), domare, gift med Eilertine Bendeke
        - Bernt Anker Collett (1803–57), dansk godsägare, stamfar för den dansk grenen Collet
          - Peter Ferdinand Collet (1836–1909) 
            - Holger Collet (1864–1943)
              - Harald Collet (1900–1972)
                - Bernt Johan Collet (född 1941), dansk godsägare och politiker

        - John Collett (1807–1891) gift med Antoinette Smith
          - Cathrinus Nicolai Arbo Collett (1841-1921), svensk järnvägsingenjör 
            - Carl Albert Collett (1877-1939), svensk arkitekt

          - Albert Collett, affärsman, grundare av Firma Albert Collett. Gift med Nanna Høegh
            - Emil Collett (1875–1940), kemist, grundare av tennpastaföretaget Collett, gift med motståndskvinnan Gudrun Collett
              - Camilla Collett (1878–1973), lärarinna på Olaf Bergs skole, gift med Harald Buch
                - Ellisiv Steen (1908–2001), litteraturprofessor, gift med professor Sverre Steen
                - Ada Polak (1914–2010), konsthistoriker

            - Axel Collett (1880–1968), bruksägare
              - Brita Lucie Collett (1917–98), grundläggare av Fransiskushjelpen, gift med Bernhard Paus
                - Märtha Lucie Paus (1938), statssekreterare
                - Nikolai Bent Paus (1944), företagare
                - Albert Collett Paus (1946), kirurg

            - Johan Collett (1874–), gift med Ellen Eger
              - Else Collett (1905–1990), gift med sin danska släkting Harald Collet

      - Karen Mathilde Collett (1776–1800), gift med köpman Cæsar Læsar von Boeck (1766–1832) 
        - Christian Boeck (1798–1877), läkare, gift med släktingen Elisabeth Collett 
          - Jonas Axel Boeck (1833–1873), fiskeribiolog
          - Thorvald Boeck (1835–1901), filolog